# Unkel
Unkel är en stad i Landkreis Neuwied i förbundslandet Rheinland-Pfalz i Tyskland. Den ligger cirka 20 kilometer söder om Bonn.
Staden ingår i kommunalförbundet Verbandsgemeinde Unkel tillsammans med ytterligare tre kommuner.

## Källa
1. ↑  Alle politisch selbständigen Gemeinden mit ausgewählten Merkmalen am 31.12.2018 (4. Quartal) (på tyska), Statistisches Bundesamt, läs online, läst: 10 mars 2019.[källa från Wikidata]
2. ↑  Alle politisch selbständigen Gemeinden mit ausgewählten Merkmalen am 31.12.2023, Statistisches Bundesamt, 28 oktober 2024, läs online, läst: 16 november 2024.[källa från Wikidata]
3. ↑  läs online, www.unkel-kulturstadt.de , läst: 23 mars 2025.[källa från Wikidata]
4. ↑  ”Alle politisch selbständigen Gemeinden mit ausgewählten Merkmalen am 31.03.2020” (Excel). Statistisches Bundesamt. 2020. https://www.destatis.de/DE/Themen/Laender-Regionen/Regionales/Gemeindeverzeichnis/Administrativ/Archiv/GVAuszugQ/AuszugGV1QAktuell.xlsx?__blob=publicationFile. Läst 6 november 2020.